# 聖母のエリザベト訪問 (ラファエロ)

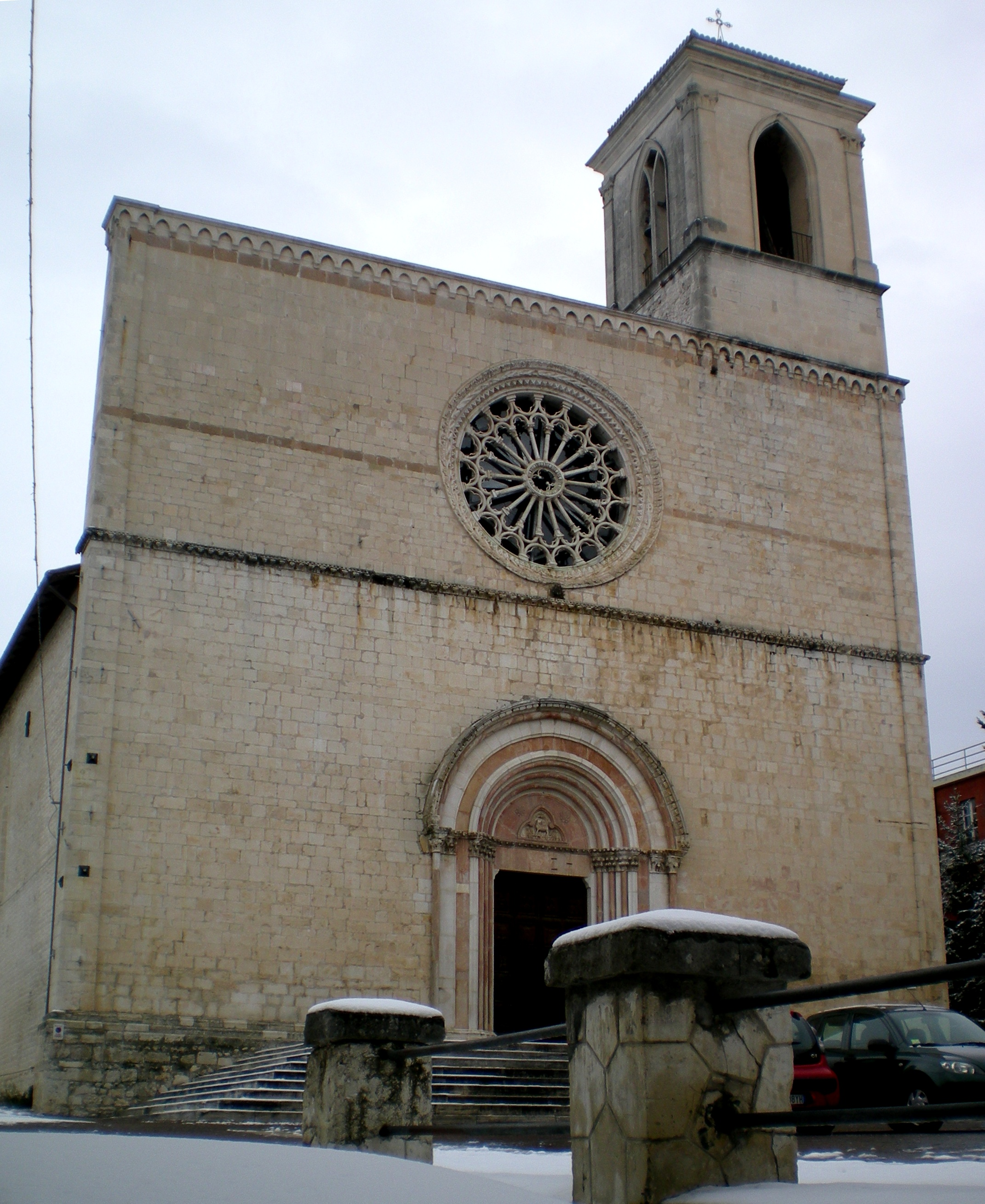
現在のサン・シルヴェストロ教会。

『聖母のエリザベト訪問』（せいぼのエリザベトほうもん、伊: Visitazione, 英: Visitation）は、盛期ルネサンスのイタリアの巨匠ラファエロ・サンツィオが1517年頃に制作した絵画である。油彩。主題は『新約聖書』「ルカによる福音書」1章で語られている聖母マリアの訪問を受ける聖エリザベトから取られている。教皇侍従でありラファエロの友人であったジョバンニ・バティスタ・ブランコニオの発注で、アブルッツォ州アクゥーイラのサン・シルヴェストロ教会のブランコニオ家礼拝堂のために制作された。現在はマドリードのプラド美術館に所蔵されている。

## 主題

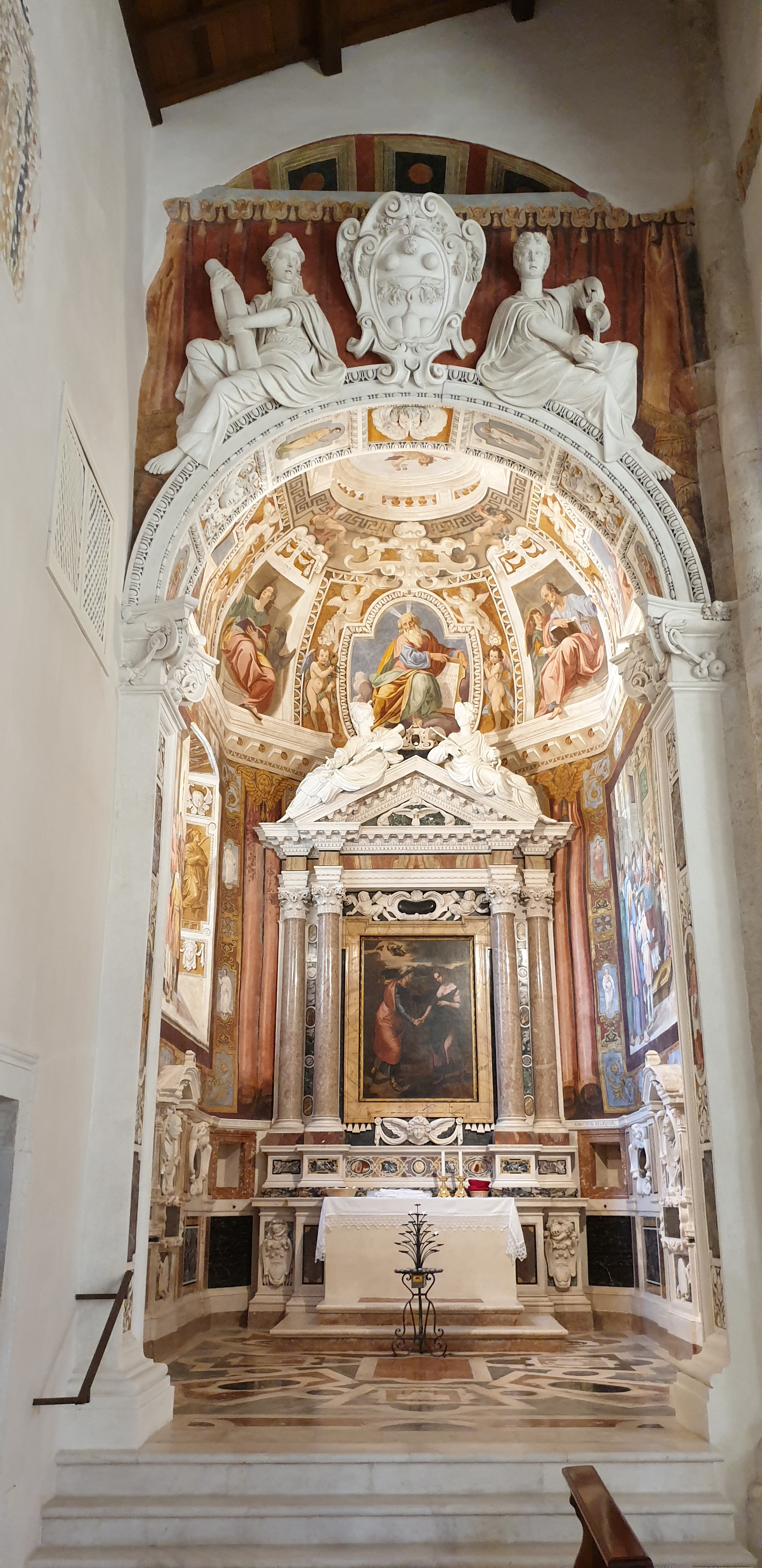
ブランコニオ家礼拝堂。壁画はジュリオ・チェーザレ・ベデスキーニによって装飾され、祭壇には複製が置かれている。

ヘロデ大王の時代にザカリアという名前の祭司がアロン家の娘エリサベトと結婚した。しかしエリザベトは不妊であったため、2人は子供がいないまま年老いた。あるときザカリヤが主の聖所で香を焚いていると、天使ガブリエルが現れてエリサベトが男子を産むのでヨハネと名づけるよう告げた。しばらくしてエリザベトが身ごもると、ガブリエルはナザレに住む処女マリアのもとに現れて、同じように男子の誕生と、子供にイエスと名づけること、さらに老年のエリザベトが身ごもって6か月になることを告げた。マリアは急いでザカリアの家を訪れてエリザベトに会った。マリアの声を聴くとエリザベトの子供が彼女の胎内で歓喜した。このとき発したマリアの言葉はキリスト教の聖歌「マニフィカト」として知られている。マリヤはザカリアの家に3か月ほど滞在したのち帰った。その後エリザベトは男子を産み、ヨハネと名づけられた。

## 作品
ラファエロは従姉の聖エリザベトを訪問する聖母マリアを描いている。両者はヨルダン川の流れにほど近い風景の中に妊婦として描かれているが、年齢によって明確に区別できる。画面右の聖母が若い女性として描かれているのに対して、左側の聖エリザベトはほとんど老婆として描かれており、それによって彼女の妊娠の奇跡が強調されている。聖母は大きくなった腹部に手をやり、エリザベトは遠路はるばるやって来た彼女を親しげに出迎えている。画面左側の遠景では未来に起こる出来事が描かれている。すなわちヨルダン川のほとりでイエスに洗礼を施す洗礼者聖ヨハネの姿がある。また上空の雲間からその光景を祝福する父なる神の姿が描かれている。
ジョバンニ・バティスタ・ブランコニオは父マリノ・ブランコニオ（Marino Branconio）の要請で絵画を発注した。絵画の発注はブランコニオ家の社会的経済的台頭を物語っている。主題は間違いなくマリノ・ブランコニオの妻と息子の名前がエリザベトと洗礼者ヨハネにちなんでいることから選択されている。画家の署名は金の絵具で画面左下に「RAPHAEL URBINAS, F」、また画面中央下部に発注者の名前が「MARINUS BRANCONIUS, F,F」と記入されている。ラファエロは報酬として300スクードを受け取ったとされるが、制作全体をラファエロ自身が行ったかどうかについては疑問視されている。ルーヴル美術館に所蔵されている聖エリザベトの頭部の準備素描は絵画がラファエロの手によるものであることを証拠立てているが、実際の制作を担当したのは助手とする見方が強く、帰属についてジュリオ・ロマーノ、ジャンフランチェスコ・ペンニ、ペリーノ・デル・ヴァーガなどの名前が挙がっている。

## 来歴
制作された絵画は1520年4月2日までにサン・シルヴェストロ教会のブランコニオ家礼拝堂に設置されたが、1655年にラウリート公爵（Duke of Laurito）を通じてスペイン国王フェリペ4世に売却された。これに対して教会の参事会は絵画の撤去に抵抗するため教会を閉鎖したが、2週間にわたる膠着状態の後に教会の壁を破壊された。絵画は運び出され、エル・エスコリアル修道院に移された。1813年、絵画はナポレオン・ボナパルト政権下でスペイン王となったジョゼフ・ボナパルトによってパリに運ばれた。返還された絵画がプラド美術館に所蔵されたのは1837年のことである。絵画の支持体は板からキャンバスに移されたが、保存状態は全体的に良好である。

## 複製
現在のサン・シルヴェストロ教会にはジュリオ・チェーザレ・ベデスキーニがブランコニオ礼拝堂をフレスコ画で装飾したときに制作したと思われる複製が置かれている。